# Polianilina
Polianilina, PANI – organiczny związek chemiczny, aromatyczny polimer przewodzący prąd elektryczny.

## Historia
Polianilinę (PANI) stosowano ją jako trwały, czarny barwnik do tkanin. Kiedy potwierdzono właściwości przewodzące poliacetylenu przez Shirakawę i MacDiarmida, zaczęto poszukiwać innych polimerów o podobnych właściwościach. Bardzo szybko polianilina stała się ciekawym obiektem badawczym, ze względu na szeroki zakres możliwych badań podstawowych, m.in. nad mechanizmem polimeryzacji, utleniania i redukcji, struktury morfologicznej i właściwości materiału zależnych od stopnia utleniania, procesu domieszkowania oraz jego wpływu na właściwości chemiczne i fizyczne. Ponadto polianilinę można otrzymać łatwiej niż poliacetylen i wykazuje ona znacznie większą trwałość. Polimer ten aktualnie znajduje zastosowanie technologiczne w ogniwach słonecznych, diodach świecących, membranach do wydzielania gazów i tworzywach antykorozyjnych.
Polianilina jest jednym z najdokładniej przebadanych polimerów przewodzących. W Polsce pierwsze prace nad nią prowadził w latach 70. XX wieku Jerzy Langer z Wydziału Chemii Uniwersytetu im. Adama Mickiewicza w Poznaniu.

## Budowa chemiczna
Polianilina składa się z dwóch segmentów – benzenoidowego oraz utlenionego chinoidowego, zawierającego azoty iminowe C=N. Jeżeli n=1, to polianilina jest w postaci obojętnej leukoemeraldyny (często nazywanej formą zredukowaną). Gdy n=m=0,5 to polimer jest częściowo utleniony i nosi nazwę emeraldyny. W przypadku, gdy m=1 to polimer jest całkowicie utleniony i występuje w postaci pernigraniliny. Tylko emeraldyna zachowuje się jak półprzewodnik, forma całkowicie zredukowana i maksymalnie utleniona są izolatorami. Spośród tych form jedynie emeraldyna jest stabilna chemicznie. Leukoemeraldyna łatwo utlenia się tlenem z powietrza, natomiast pernigranilina łatwo ulega hydrolitycznemu rozkładowi.

## Właściwości
Jeżeli emeraldyna (EB) znajdzie się w środowisku kwasowym, to najpierw ulegają sprotonowaniu grupy aminowe, a następnie w matrycę polimeru wnika jon domieszujący. W rezultacie polimer przechodzi z postaci zasadowej w formę soli. Dzięki obecności podwójnych wiązań sprzężonych w rdzeniu polimeru ładunek może być propagowany wzdłuż łańcucha polimerowego.
Polianilina zarówno niedomieszkowana, jak i domieszkowana klasycznymi domieszkami nieorganicznymi, wykazuje słabe własności mechaniczne i źle się przetwarza; należy jednak do najbardziej stabilnych czasowo polimerów przewodzących. Najbardziej stabilna forma polianiliny-emeraldyna osiąga przewodnictwo w zakresie 10−10 S/cm. Przewodnictwo polimeru zależy od metody syntezy. Przewodonictwo zdomieszkowanej emeraldyny może wzrosnąć do 30 S/cm.

## Chemiczna polimeryzacja utleniająca
Jest to najstarsza i najczęściej stosowanych metod otrzymywania PANI. Badania nad optymalizacją procesu syntezy, obejmujące dobór rozpuszczalnika, utleniacza, temperatury, stosunków molowych monomeru do utleniacza, były prowadzone przez ok. 20 lat. Stosowano różnorodne rozpuszczalniki organiczne i nieorganiczne. Do reakcji używano różnych utleniaczy: KIO3, KMnO4, FeCl3, KClO3 (NH4)2S2O8. Udowodniono, że temperatura, w jakiej prowadzona jest synteza ma bardzo duży wpływ na długość łańcuchów polimerowych.

## Elektrochemiczna polimeryzacja utleniająca
Do syntezy potrzebny jest monomer, czyli anilina, roztwór kwasu jako elektrolitu podstawowego oraz zewnętrzne źródło polaryzacji. Otrzymuje się cienką warstwę polianiliny na podłożu przewodzącym (na elektrodzie). Otrzymany film jest morfologicznie bardzo jednorodny. Można kontrolować stopień utleniania PANI zatrzymując elektropolimeryzację przy konkretnym potencjale. W zależności od stopnia utlenienia PANI ma przyjmuje różne kolory:
- leukoemeraldyna – żółta,

- emeraldyna – zielona,

- pernigranilina – niebieska.

Metoda elektrochemicznej syntezy na podłożu posiada wiele zalet, jednak wiążą się z nią również pewne ograniczenia. Z hydrolizą filmu polimerowego najczęściej można spotkać się wtedy, kiedy elektropolimeryzuje się go z wodnych roztworów kwasów nieorganicznych, np. HCl, H2SO4, HClO4. Aby uniknąć częściowej degradacji zaczęto prowadzić badania w niewodnych rozpuszczalnikach organicznych: acetonitrylu lub dichloroetanie. Jednak rzadziej wybiera się taką opcję, ze względu na konieczność odwodnienia rozpuszczalnika, czyli pracochłonność całej procedury oraz koszty. W literaturze dowiedziono, że niezależnie od rodzaju rozpuszczalnika (organiczny czy nieorganiczny), powstają produkty uboczne, co pogarsza wydajność elektropolimeryzacji. Jeżeli przekroczy się potencjał utleniania aniliny to tworzą się duże ilości łatwo rozpuszczalnego kationu nitroniowego, który reagując z polimerem przyczynia się do powstawania nieregularnych struktur rozgałęzionych. Na tej podstawie oczywisty jest wniosek, że elektropolimeryzując czy nawet badając PANI w roztworze wodnym istotne jest, aby dobrać odpowiedni zakres potencjałów.

## Zastosowanie
Spośród polimerów przewodzących polianilina ma potencjalnie największe zastosowanie. Stanowi doskonały materiał antystatyczny. Jest stosowana jako składnik lakierów i mieszanin absorbujących promieniowanie mikrofalowe w zakresie radarowym. Obecnie stosuje się ją w akumulatorach litowo-polimerowych. Dzięki właściwości zmiany barwy po przyłożeniu napięcia (czyli elektrochromizmowi) jest używana w wyświetlaczach polimerowych. Polianilina może być katalizatorem w procesach katalizy heterogenicznej.